# Tom Clancy's Rainbow Six: Extraction
Tom Clancy's Rainbow Six: Extraction (conosciuto originariamente come Tom Clancy's Rainbow Six: Quarantine) è un videogioco sparatutto tattico sviluppato da Ubisoft Montreal e pubblicato da Ubisoft.
Il gioco è uno spin-off di Rainbow Six Siege basato sull'evento in-game Outbreak nel 2018 che vede una ambientazione nella città di Truth or Consequences.

## Modalità di gioco
Tom Clancy's Rainbow Six Extraction è un gioco cooperativo che può supportare fino a 3 giocatori per partita. Gli operatori dovranno infiltrarsi in un'area infiltrata dal parassita alieno e completare obbiettivi, come prelevare campioni, ottenere informazioni e estrarre feriti o dispersi.
Il giocatore ha a disposizione 12 mappe, ognuna divisa in 3 sotto-zone con obbiettivi sempre più difficili per poi poter procedere all'estrazione per incassare un maggior numero di punti (XP) e non rendere D.I.A. (Disperso In Azione) il proprio operatore. 

## Accoglienza

### Multiplayer.it
…Rainbow Six Extraction è indubbiamente un titolo avvincente, stratificato, complesso ed estremamente soddisfacente. A patto di avere la compagnia giusta per affrontarlo e soprattutto la pazienza necessaria a scalare il suo sistema di progressione che non ci ha completamente convinto anche a causa di una maldestra gestione del bilanciamento…

### Smartworld.it
… A primo impatto non ci aveva convinto, ma giocando con una certa continuità, Rainbow Six: Extraction sa rivelarsi un cooperativo sfidante e soprattutto molto sensato. Arrivare all'endgame non è affatto banale, e il grado di sfida scalabile riuscirà davvero a mettere a dura prova anche le squadre di giocatori più navigati. Non si tratterà di un gioco next-gen, ma proprio la sua scalabilità lo rende adatto a quante più macchine da gioco possibile. Il grado di sfida è elevato, e vi suggeriamo caldamente di affrontarlo con una coppia di amici sufficientemente affiatati. In tal caso, Extraction saprà regalarvi un'esperienza immersiva e altamente strategica

### Everyeye.it
Al netto di una ripetitività di fondo che inizia ad emergere dopo qualche ora di gioco, ad un design dei nemici non eccezionale e ad una serie di fluttuazioni legate al bilanciamento di armi e operatori, Tom Clancy’s Rainbow Six Extraction è uno sparatutto cooperativo intenso e avvincente, in grado di offrire un’esperienza diversa da altri esponenti del genere, più orientati all’azione frenetica e poco alla strategia. Tutti i fan di Siege, compresi gli estimatori di Outbreak, si sentiranno immediatamente a casa e potranno godere di un'esperienza ad alto tasso di divertimento, soprattutto giocando in compagnia degli amici, complice la presenza nel pacchetto di un Buddy Pass. Non possiamo inoltre ignorare l’inclusione di Extraction sin dal day one nel catalogo di Game Pass (PC, console e cloud), fattore non di poco conto che andrà ad ampliare sensibilmente l’utenza e faciliterà la ricerca di una partita su tutte le piattaforme grazie al cross-play